# Баткенска област
Баткенска област (кирг. Баткен облусу) једна је од седам административних јединица (области) Киргистана. Налази се у југозападном делу државе.